# Dmytro Kameko
Dmytro Mykołajowycz Kameko (ur. 23 czerwca 1984 w Dnieprze) – ukraiński trener i futsalista, z reprezentacją Ukrainy, akademicki mistrz świata w futsalu z 2012 roku. Trener FC Toruń oraz od 2022 roku selekcjoner Reprezentacji Polski w amp futbolu.
W swojej karierze reprezentował między innymi barwy MFK Szachtar Donieck czy MFK Łokomotyw Charków, w sezonie 2014/2015 występował w barwach Rekordu Bielsko-Biała, zdobywając z bielszczanami brązowy medal Mistrzostw Polski. Jako szkoleniowiec prowadził ukraiński zespół Tytan Pokrowśke oraz białoruski MFC Stalista Miński, z którym zdobył Puchar Białorusi.
W 2022 roku, po inwazji Rosji na Ukrainę, Kameko postanowił opuścić Białoruś i powrócić do Polski, pomocną dłoń do Ukraińca wyciągnął klub Red Dragons Pniewy, gdzie Kameko został grającym asystentem. W sezonie 2022/2023 miał objąć posadę szkoleniowca MOKS Słoneczny Stok Białystok, jednak z powodów finansowych klub był zmuszony do rozwiązania kontraktu. W lipcu 2023 roku został ogłoszony trenerem FC Toruń.